# Spilosoma nyasana
Spilosoma nyasana är en fjärilsart som beskrevs av Rothschild 1933. Spilosoma nyasana ingår i släktet Spilosoma och familjen björnspinnare. Inga underarter finns listade i Catalogue of Life.